# Human Lost
Human Lost (人間失格, Ningen Shikkaku) és una pel·lícula japonesa d'animació 3D de ciència-ficció del 2019, basada en la novel·la de 1948 d'Osamu Dazai, Ningen Shikkaku. És la primera producció de Polygon Pictures que no s'emet a Netflix. S'ha doblat i subtitulat al català.

## Argument
Tòquio, 2036. Gràcies a la revolució mèdica de les nano-màquines i la xarxa S.H.E.L.L. que les controla, els éssers humans ja no sofreixen malalties i tenen una vida útil de fins a 120 anys. No obstant això, el sistema trontolla a causa de les desigualtats econòmiques, la pol·lució i el fenomen “Human Lost”, que produeix éssers deformats coneguts com els “Lost” quan les persones són desconnectades de la xarxa S.H.E.L.L. Yozo Oba, un jove que viu una vida decadent en la Ruta 16, s'uneix al motorista Masao Horiki en una incursió en la Ruta 7 on habiten les classes privilegiades. Allí, Yoshiko Hiiragi, una noia amb misterioses habilitats que pertany a l'agència anti-Lost H.I.L.A.M., li salvarà la vida i és quan ell mateix descobrirà que posseeix poders extraordinaris.

## Doblatge
| Personatge      | Japonès           | Català              |
| --------------- | ----------------- | ------------------- |
| Yozo Oba        | Mamoru Miyano     | Masumi Mutsuda      |
| Tsuneko         | Haruka Chisuga    | Iris Lago           |
| Takeichi        | Jun Fukuyama      | Carles Lladó        |
| Yoshiko Hiiragi | Kana Hanazawa     | Glòria Cano         |
| Shibuta         | Kenichirō Matsuda | Xavier Martín       |
| Madam           | Miyuki Sawashiro  | Neus Sendra         |
| Atsugi          | Rikiya Koyama     | Joan Carles Gustems |
| Masao Horiki    | Takahiro Sakurai  | Daniel Albiac       |
| Shige           | Shigeru Chiba     | Joaquim Casado      |
| Shizuko         | Seiko Tamura      | Marta Moreno        |

## Producció
Katsuyuki Motohiro va fer de supervisor de la pel·lícula, Fuminori Kizaki va dirigir-la, Tō Ubukata en va escriure el guió, Yūsuke Kozaki va dissenyar-ne els personatges i Kenichiro Tomiyasu va encarregar-se'n de l'art conceptual.

### Repartiment
El repartiment de la pel·lícula es va revelar a través d'un teaser a YouTube. La pel·lícula és protagonitzada per Mamoru Miyano, Kana Hanazawa, Takahiro Sakurai, Jun Fukuyama i Miyuki Sawashiro.

## Estrena
La pel·lícula es va estrenar al Festival Internacional de Cinema d'Animació d'Annecy de 2019. Funimation va estrenar la pel·lícula el 22 d'octubre de 2019 als cinemes dels Estats Units, i el 29 de novembre de 2019 es va estrenar al Japó.

### Mitjans domèstics
Al Japó, la pel·lícula va sortir a la venda en Blu-ray i DVD el 20 de maig de 2020. Selecta Visión va treure a la venda la pel·lícula en Blu-ray i DVD el 18 de desembre de 2020, que incloïa el doblatge català.

## Recepció
La pel·lícula va guanyar el premi "Eix: El premi Satoshi Kon a l'excel·lència en animació" com a menció especial al Festival Internacional de Cinema Fantasia de Mont-real de 2019.